# 에드몬도 데 아미치스

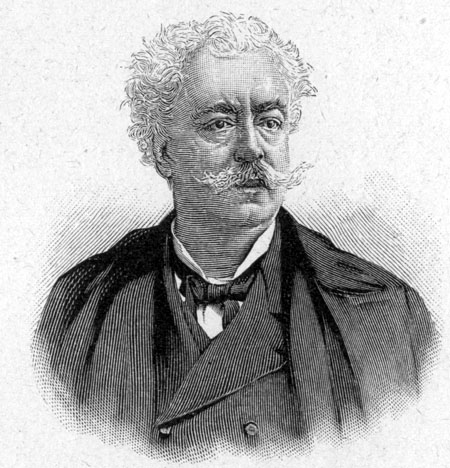
에드몬도 데 아미치스

에드몬도 데 아미치스(이탈리아어: Edmondo De Amicis, 1846년 10월 21일 ~ 1908년 3월 11일)는 이탈리아의 아동문학 작가이자,신문기자이다. 제3차 이탈리아 독립전쟁에 포병으로 참여했으며, 1886년 출판당시 40만권이 팔린 동화인 《쿠오레》를 발표하였다. 그밖의 작품으로는 《군대 생활》(1868년), 《고상한 말》(1906년) 등이 있다.